# 이세상
이세상(李世祥, 1671년 - 1719년)은 조선후기 무신으로 수사(水使)를 지냈으며, 도정궁 사손(嗣孫) 동지돈녕부사(同知敦寧府事) 이홍일(李弘逸)의 3남이다.

## 생애
조선후기의 무신으로 본관은 전주, 휘는 세상(世祥), 자는 치경(致卿)이다. 덕흥대원군의 6대손이며, 종실 응천군 이돈의 증손이고, 도정궁 사손 동지돈녕부사(同知敦寧府事) 이정한(李挺漢)의 손자이다. 아버지는 동지돈녕부사(同知敦寧府事) 이홍일(李弘逸)이며, 어머니는 이조판서 기평군 기계인(杞溪人) 유백의 증손녀이며, 정랑(正郞) 유삼(兪木+參)의 딸로 정부인 유씨(貞夫人 兪氏)이다.
부인은 목사(牧使) 안동인(安東人) 김성최(金盛最)의 딸로 정부인 김씨(貞夫人 金氏)이다.
동돈녕 홍일(弘逸)의 3남으로 신해(辛亥) 1671년(현종 12) 3월 5일 도정궁에서 탄생하였다. 1697년(숙종 23) 정축(丁丑) 무과 정시(庭試) 병과(丙科)에 급제하여 1700년(숙종 26) 훈련주부(訓鍊主簿)거쳐 이해 12월 13일 도총도사(都摠都事)에 제수 받았다.
1701년(숙종 27) 도총경력(都摠經歷)에 제수 받고 내승(內乘)을 겸직하였다.
1702년(숙종 28) 훈련부정(訓鍊副正), 개천군수(价川郡守)등 역임하고, 1704년(숙종 30) 훈련정 겸 내승(訓鍊正 兼 內乘), 장흥부사(長興府使), 첨지(僉知) 등을 역임하였다.
1709년(숙종 35) 전라우수사(全羅右水使), 부호군(副護軍), 춘천부사(春川府使) 등을 역임하였다.
1711년(숙종 37) 춘천방어사(春川防禦使), 내금장(內禁將), 금군장(禁軍將) 역임하고 1712년(숙종 38) 오위도총부 부총관(副摠管)에 제수되었다.
1713년(숙종 39) 남양부사(南陽府使), 교동부사(喬桐府使)를 역임하고, 1714년(숙종 40) 경기수사(京畿水使)에 제수되었다.
1716년(숙종 42) 오위도총부 도총관(都摠管)에 제수되고, 1718년 양주목사(楊州牧使) 거쳐 도차사원(都差使員) 등을 지냈다. 계위는 가선대부(嘉善大夫)에 올랐다.
기해(己亥) 1719년(숙종 45) 6월 10일 향년 49세로 별세하자 숙종이 예조에 명하여 치제와 예법대로 거행하여 현재 서울 노원구 상계동 수락산 동막동(東幕洞) 해좌(亥坐)에 장사하였다.

## 가족 관계
- 증조부 : 종실 응천군 이돈, 도정궁 사손(嗣孫).
- 조부 : 이정한(李挺漢), 도정궁 사손(嗣孫).
- 아버지 : 동지돈녕부사 이홍일(李弘逸, 1640년~1718년)
- 어머니 : 정부인 기계유씨(貞夫人 杞溪兪氏, 1643년~1718년), 정랑 유삼(兪木+參)의 딸.
  - 형 : 이세정(李世禎, 1661년~1721년), 도정궁 사손(嗣孫).
  - 형 : 이세기(李世祺, 1662년~1699년), 숙부 증 승지(承旨) 이홍달(李弘達, 1645년 - 1662년)에게 출계.
- 부인 : 정부인 김씨(貞夫人 金氏), 목사(牧使) 안동인(安東人) 김성최(金盛宀+最)의 딸.
  - 장남 : 이명욱(李明勖, 1691년~1710년)
  - 장녀 : 청송인 심사천(沈師天)
  - 차녀 : 한양인 조진겸(趙鎭謙)